# Autobahnkreuz Dortmund-Nordwest
Das Autobahnkreuz Dortmund-Nordwest (Abkürzung: AK Dortmund-Nordwest; Kurzform: Kreuz Dortmund-Nordwest) ist im eigentlichen Sinne ein Autobahndreieck in Nordrhein-Westfalen in der Metropolregion Rhein-Ruhr. Es verbindet die Bundesautobahn 2 (Oberhausen — Hannover – Berlin; E 34) mit der Bundesautobahn 45 (Sauerlandlinie; E 41).

## Geografie
Das Autobahnkreuz liegt auf dem Stadtgebiet von Castrop-Rauxel im Kreis Recklinghausen. Umliegende Städte sind Dortmund und Waltrop. Nächstgelegene Stadtteile sind Mengede, Mengeder Heide und Brüninghausen, zu Dortmund gehörig, und Ickern, das auf dem Gebiet von Castrop-Rauxel liegt. Es befindet sich etwa 10 km nordwestlich der Dortmunder Innenstadt, etwa 15 km nordöstlich von Bochum und etwa 30 km westlich von Hamm.
Das Autobahnkreuz Dortmund-Nordwest trägt auf der A 2 die Anschlussstellennummer 12, auf der A 45 die Nummer 2.

## Bauform und Ausbauzustand
Vor dem Umbau im Jahr 2006 hatte das Autobahnkreuz die Form eines halben Kleeblatts, da die ursprünglichen Planungen eine Verlängerung der Autobahn 45 in nördlicher Richtung an Waltrop, Datteln und Olfen vorbei bis zur A 43 vorsahen. Das erklärt auch, warum es auf der A 45 die Anschlussstellennummer 2 trägt, obgleich es deren Anfang bildet. Aufgrund der früher geplanten, aber nie realisierten Lipperandautobahn wäre die A 45 um mindestens eine Anschlussstelle weiter nach Norden zu einem Kreuz mit der Lipperandautobahn verlängert worden. Nach dem Umbau wurde daraus eine rechtsgeführte Trompete. Von den ursprünglich vorgesehenen vier Rampen wird nur noch eine genutzt. Es war auch nur eine Brücke geplant, die die Hauptfahrbahn der A 45 über die A 2 führen sollte. Heute sind zwei Brücken vorhanden, da der Verkehr über die realisierten Parallelfahrbahnen geleitet wird.
Im Jahr 2013 wurde erneut ein Umbau vorgenommen, da es aufgrund des kurzen Verflechtungsbereiches zwischen der Anschlussstelle Dortmund-Mengede und der A 2 in Richtung Oberhausen ein erhöhtes Unfallaufkommen seit dem Umbau von 2006 gab. Die Auffahrt auf die A 2 erfolgte von 2006 bis 2013 vor dem Autobahnkreuz Dortmund-Nordwest. Die von der A 45 kommenden Fahrzeuge benutzten eine separate Auffahrt zur A 2 in Richtung Oberhausen. Seit 2013 werden beide Auffahrten über die Parallelfahrbahn geführt.
Die A 45 ist vierstreifig ausgebaut, die A 2 ist sechsstreifig. Die neu errichtete Verbindungsrampe von der A 2 aus Richtung Hannover zur A 45 ist zweispurig, die restlichen Rampen sind einspurig. Auf der A 2 bildet das Kreuz zusammen mit der AS Dortmund-Mengede eine Doppelanschlussstelle.

## Weiterer Ausbau
Die Bundesstraße 474n soll als Ortsumgehung für die Städte Waltrop und Datteln von Norden her angeknüpft werden, so dass wieder ein vollständiges Autobahnkreuz entstehen soll.

## Verkehrsaufkommen
| Von                    | Nach                         | Durchschnittliche tägliche Verkehrsstärke | Durchschnittliche tägliche Verkehrsstärke | Durchschnittliche tägliche Verkehrsstärke | Anteil Schwerlastverkehr | Anteil Schwerlastverkehr | Anteil Schwerlastverkehr |
| Von                    | Nach                         | 2005                                      | 2010                                      | 2015                                      | 2005                     | 2010                     | 2015                     |
| ---------------------- | ---------------------------- | ----------------------------------------- | ----------------------------------------- | ----------------------------------------- | ------------------------ | ------------------------ | ------------------------ |
| AS Henrichenburg (A 2) | AK Dortmund-Nordwest         | 71.000                                    | 65.600                                    | 73.900                                    | 16,2 %                   | 15,8 %                   | 16,6 %                   |
| AK Dortmund-Nordwest   | AS Dortmund-Nordost (A 2)    | 65.900                                    | 69.800                                    | 90.400                                    | 18,2 %                   | 17,7 %                   | 17,5 %                   |
| AK Dortmund-Nordwest   | AK Castrop-Rauxel-Ost (A 45) | 41.800                                    | 52.000                                    | 55.000                                    | 12,2 %                   | 11,1 %                   | 11,0 %                   |